# 第501重戰車營
第501重装甲营（德語：schwere Panzerabteilung 501）是一支配备重型坦克的德国重型装甲部队（独立营规模的部队）。该营是第2个接收和使用虎I重型坦克的部队，并于1944年中期更换为虎II坦克。
从1942年11月开始，它在突尼斯作战，并于1943年5月投降。 
1943年9月重组，在东线作战直至1944年7月上旬被摧毁。